# Franklyn Marks
Franklyn Marks (31 mai 1911, Cleveland, Ohio - 12 juillet 1976, Sherman Oaks, Californie) était un compositeur et arrangeur sonore américain pour le cinéma. Il a travaillé pour les studios Disney.

## Biographie
Franklyn Marks est né à Cleveland dans l'Ohio en 1911. Sa carrière de musicien début très tôt à l'âge de 26 ans, sous le pseudonyme de "Frank" quand il écrivit la chanson Merry Widow On A Spree pour un autre musicien de sa génération, Irving Mills, et son orchestre The Millphonics Orchestra, qu'il l'accompagna au piano en 1937. Il continuât, durant les années qui suit, de faire ses arrangements pour d'autres artistes de la musique, tel que Charlie Barnet, le saxophoniste, et ses orchestrations pour les comédies musicales comme Too Many Girls et Best Foot Forward.
Au début des années 1950, Marks, collabora avec Stan Kenton et son orchestre pour des compositions qui s'orientent dans un registre Jazz Latin tels que Spirals ou Evening in Pakistan, qui furent enregistrées par Kenton. Certaines des chansons de Marks, sont enregistrées par d'autres artistes de cette décennie comme, Jerry Lewis, Mel Blanc, Ike Carpenter, Bob Crosby, Laurindo Almeida et Artie Shaw. En 1953, il accompagnât au piano la chanteuse péruvienne Yma Sumac, au Mocambo-Club de Hollywood.
En parallèle, Marks, a assuré son rôle de d'arrangeur et de compositeur dans les productions cinématographique, notamment pour les Studios Disney à partir de 1955 après qu'il a fait l'arrangement d'un épisode du Mickey Mouse Club. L'année suivante il compose pour 25 épisodes de l'émission d'anthologie Le Monde merveilleux de Disney, et autres productions pour le petit écran. Pour le cinéma, il a d'abord orchestré les musiques de longs métrages d'animation, et précisément les Classiques d'animations de Disney (La Belle au bois dormant, Les 101 Dalmatiens et Merlin l'Enchanteur), les documentaires (Les Secrets de la vie), les courts métrages, comme Picsou banquier, en 1967, mais également les films en prises de vues réelles (Pollyanna, Monte là-d'ssus, Babes in Toyland, La Fiancée de papa, L'Espion aux pattes de velours, Quatre Bassets pour un danois, Nanou, fils de la Jungle...) souvent accompagné des compositeurs tels que Paul J. Smith, George Bruns, et Marvin Hamlisch.
Après avoir contribué pour le dernier film qu'il orchestra , Un cowboy à Hawaï, en 1974, Marks prit sa retraite. Il décéda en 1976 à l'âge de 65 ans à Sherman Oaks, en Californie.

## Filmographie
- 1956 : 
  - How to Have an Accident in the Home
  - L'Infernale Poursuite
  - Les Secrets de la vie
- 1957 : 
  - Johnny Tremain
  - Les Aventures de Perri
- 1958 : Lueur dans la forêt
- 1959 : La Belle au bois dormant (non crédité)
- 1960 : Pollyanna
- 1961 : 
  - Les 101 Dalmatiens
  - La Fiancée de papa
  - Babes in Toyland
  - Monte là-d'ssus
  - Coups de Feu à Sandoval
- 1963 : 
  - Le Grand Retour
  - Merlin l'Enchanteur
- 1965 : 
  - L'Espion aux pattes de velours
  - Calloway le trappeur
- 1966 : Quatre Bassets pour un danois
- 1967 : Picsou banquier
- 1969 : Guns in the Heather
- 1970 : 
  - Le Pays sauvage
  - Du vent dans les voiles
  - Le Roi des grizzlis
- 1971 : Un singulier directeur
- 1972 : 3 Étoiles, 36 Chandelles
- 1973 : Nanou, fils de la Jungle (The World's Greatest Athlete)
- 1974 : Un cowboy à Hawaï